# Cisie (Mińsk)
Pour les articles homonymes, voir Cisie.
Cisie (prononciation : [ˈt͡ɕiɕe]) est un village polonais de la gmina de Halinów dans le powiat de Mińsk de la voïvodie de Mazovie dans le centre-est de la Pologne.
Il se situe à environ 4 kilomètres au sud de Halinów (siège de la gmina), 14 kilomètres à l'ouest de Mińsk Mazowiecki (siège du powiat) et à 26 kilomètres à l'est de Varsovie (capitale de la Pologne).

## Histoire
De 1975 à 1998, le village appartenait administrativement à la voïvodie de Varsovie.

### Seconde Guerre mondiale
Au cours de la Seconde Guerre mondiale, Cisie est surtout connu pour les actions de ses citoyens au cours de l'Holocauste en Pologne occupée. Les villageois ont aidé à cacher un certain nombre de juifs polonais de Cegłów, ainsi que certains qui s'était échappé des trains en route vers le camp d'extermination de Treblinka. Le 28 juin 1943, des raids ont été effectués sur le village par la police militaire allemande de Minsk Mazowiecki, au cours de laquelle 25 Polonais ont été arrachés à leurs foyers, ainsi que de nombreux Juifs qu'ils abritaient. Les juifs et les Polonais qui avaient abrité chez eux ont été massacrés et le village incendié,..